# 피카사
피카사(영어: Picasa)는 구글에서 배포하는 이미지 뷰어이다.
2016년 2월 12일, 구글은 피카사 데스크톱과 웹 앨범의 지원을 중단한다고 발표하였으며 2016년 3월 15일 효력이 발효되었고 클라우드 기반 구글 포토에 초점을 맞추기로 하였다.

## 개요
원래는 아이디어랩(Idealab) 산하에 있던 디지털 사진 관리 회사인 피카사 사가 개발 및 판매하고 있던, 회사명과 같은 이름의 소프트웨어였지만, 2004년 7월 13일에 구글이 피카사 사(社)를 사들여, 현재는 구글이 무료로 공개하고 있다.
처음에는 윈도우판만 제공했지만, 2009년 1월 5일부터 맥 OS X판의 베타 버전도 제공되고 있다. 과거에는 2006년 5월 24일부터 구글이 코드 위버(Code Weavers)에 와인을 수정해 줄 것을 의뢰하여 만들어진 것으로, 설치 시점에서 전용(全用) 와인을 도입하여 윈도판과 거의 비슷한 기능이 구현된 와인을 이용한 피카사 리눅스판이 제공 되었으나 현재는 개발 중단되었다. (윈도용 피카사를 리눅스 환경에서 자체 와인으로 구동하는 것은 가능하다.)

## 같이 보기
- 구글 포토
- 구글의 제품 목록